# Hula hoop

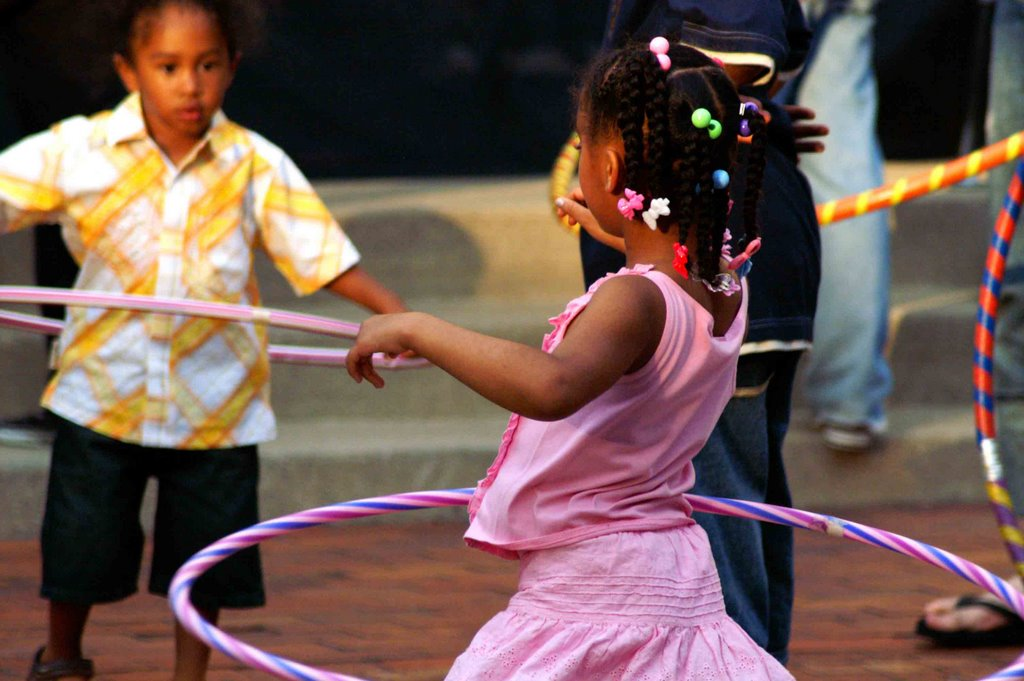
Niños jugando con hula hoops.

El hula hula es un juego que consiste en hacer girar un aro alrededor de la cintura o de otro miembro del cuerpo como brazos o piernas.

## Historia
La historia del hula hoop (término en inglés) se remonta a la Antigua Grecia, donde ya existían aros metálicos y de madera con los cuales se ejercitaban y recreaban tanto niños como adultos. Los materiales tradicionales para los aros incluían sarmientos e hierbas. Los aros fueron inventados en Egipto hace alrededor de 3000 años. En la Grecia antigua, su uso fue recomendado para perder peso. En el siglo XIV, la práctica con aro no era popular en Inglaterra, y los médicos le culparon de ataques al corazón y dislocaciones de espalda. La palabra "hula" fue agregada a comienzos del siglo XVIII cuando marineros que visitaron Hawái notaron la semejanza entre el movimiento del cuerpo en la danza "hula" (que se bailaba en las islas) y el movimiento ondulado del cuerpo que se hace para balancear el aro (traducido como "hoop"); de ahí proviene la transformación del concepto de "aro" a "hula hoop".
En 1957, el aro fue reinventado por Richard Knerr y Arturo Melin, que habían fundado la compañía llamada Wham-O en un garaje de Los Ángeles en 1948 para comercializar el lanzador Wham-O (inventado originalmente para lanzar trozos de carne al aire, un dispositivo de entrenamiento para los halcones). La idea vino de un californiano que había visitado Australia que informó a Knerr y Melin sobre los niños que giraban aros de bambú alrededor de la cintura en clase de gimnasia. Los nuevos y ahora llamados hula-hoops al tomar tal nombre, fueron creados con Marlex, un plástico duradero recientemente inventado (donde el aro ayudó como lanzamiento para la producción de Marlex). El hula hoop se conoce hoy como el capricho más grande y provechoso de los años 1950.
Knerr y Melin no podían patentar su re-invención, ya que el hula hoop había estado en uso durante miles de años. Sin embargo, pudieron proteger su marca "hula hoop", un nombre tan asociado al juguete que los niños apenas estaban interesados en cualquier otra marca de aro plástico.
Después de su lanzamiento en 1958, Wham-O vendió más de 100 millones de unidades en dos años.

## El hula hoop en el circo
El hula hoop emergió en el mundo del circo en los años 1960, cuando los artistas rusos y chinos llevaron el hula hoop hasta el extremo. Estos artistas influyeron en los cirqueros tradicionales y contemporáneos, como el comediante australiano del circo e historiador Judith Lanigan, quien coreografió el "Canto del cisne", una mezcla de hula hoop y tragedia, utilizando 30 aros.
Actualmente, el hula hoop es utilizado por artistas circenses y gimnastas alrededor del mundo, con una mayor presencia en Australia, Estados Unidos y Europa, y una creciente popularidad en América Latina.

## Artistas del hula hula
- Elena lev (Rusia)
- Alessya Gulevich (Rusia)
- Gail O' Brien (Reino Unido)
- Selenia Reyes (México)
- Aleksandra Savina (Ucrania)
- Lisa Lottie (Australia)
- María Salomé (Chile)

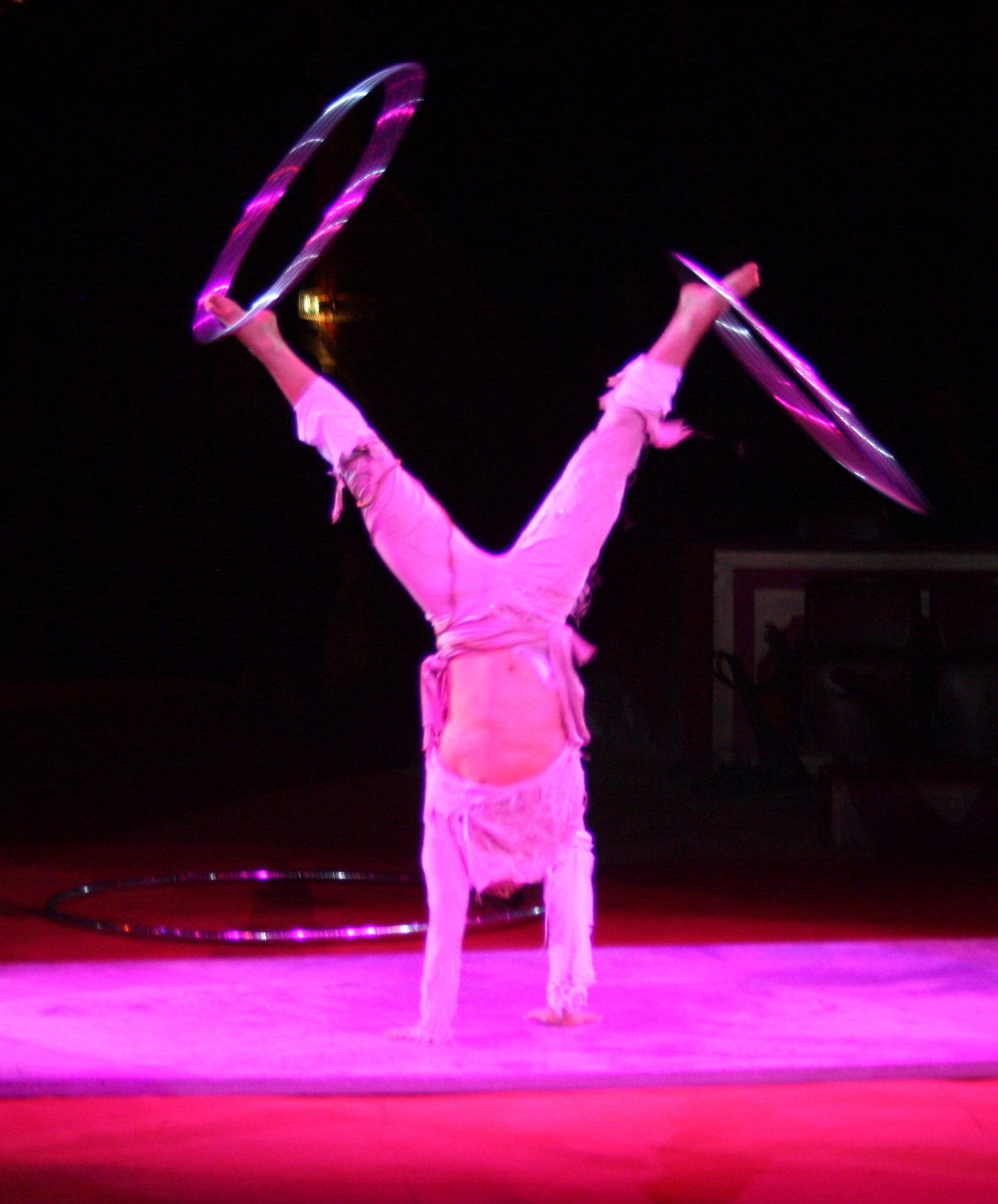
Anton Monastrsky realizando un espectáculo con hula hoops

En los últimos años, los hombres también han comenzado a practicar esta disciplina ligada al circo, innovando y llevándola al extremo. Entre los artistas más conocidos del mundo en el género masculino se encuentran: 
- Mat Plendl (Estados Unidos)
- Marco Antonio Penagos (México)
- Anton Monastyrsky (Rusia)
- Simon Tarrant (Australia)